# Torpeda Mark 18
Torpeda Mark 18 (ang. Mark 18 torpedo) – amerykańska torpeda elektryczna kalibru 533 milimetry z czasów II wojny światowej, przeznaczona do zwalczania okrętów podwodnych i nawodnych przeciwnika. Pierwszymi amerykańskimi okrętami podwodnymi United States Navy, które zabrały na patrol torpedy Mark 18, były USS „Wahoo” (SS-238) dowodzony przez słynnego Dudleya „Mush” Mortona oraz USS „Sawfish” (SS-276). 
25 października 1944, własna torpeda Mark 18 zatopiła USS „Tang” (SS-306) dowodzony przez Richarda O’Kane’a.

## Konstrukcja
Torpeda Mark 18 została opracowana przez Westinghouse w dużej mierze jako kopia przechwyconej niemieckiej torpedy G7e. Z uwagi na odmienności amerykańskich wyrzutni torpedowych, systemów załadowczych, wrót torpedowych oraz systemu kontroli ognia, musiała jednak zostać poddana pewnym modyfikacjom. Inżynierowie z Westinghouse uważali także za niezbyt wytrzymałą część rufową torpedy niemieckiej, co w określonych warunkach mogło doprowadzić do uszkodzenia torpedy przy wystrzale i nieprzewidywalnych konsekwencji. Zmusiło to Westinghouse do wprowadzenia znacznych modyfikacji w tym zakresie. Także niemiecki brak układu kontroli prędkości pocisku – torpeda płynęła z taką prędkością na jaką pozwalał aktualny stan naładowania baterii, i zwalniała w miarę jej rozładowywania się – uważany był za nieodpowiedni, toteż amerykańscy inżynierowie zastosowali własny układ kontroli prędkości, który kontrolował prędkość torpedy podczas całego jej biegu z dokładnością do 1%.

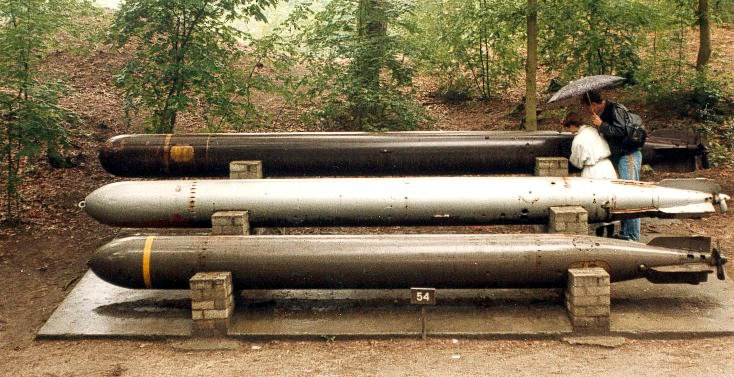
Torpedy (od góry): brytyjska Mark IX, niemiecka G7e i amerykańska Mark 18
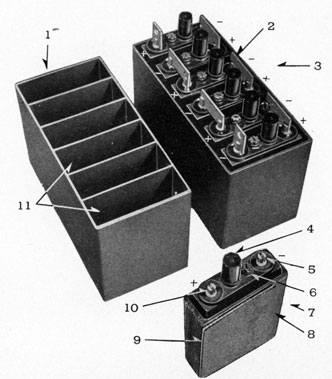
Pojemnik na baterie do torpedy Mark 18
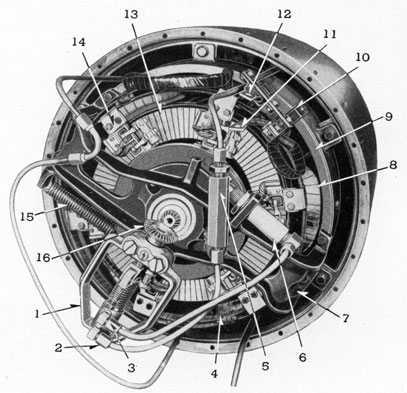
Silnik elektryczny torpedy Mark 18